# ФК Дачия
Дачия е молдовски футболен отбор от град Кишинев, Молдова. Играят в Молдовската Национална Дивизия, най-високото ниво на молдовския футбол.

## История
Дачия е създадена през 1999 в самия край на 20 век. Основатели са Марин Левадару, Игор Урсачи, Валерию Плужнич и Александру Скаруба. Тимът е имал сравнително скромни цели – да вземе участие в молдовския шампионат и по-точно в Дивизия А. През 2000 тимът е на лагер в близост до Одеса, а малко по-късно прави и дебюта си в Дивизия А. Тогава Дачия получава и прякора Жълтите вълци. През следващия сезон Дачия доминира в дивизията, а посещава и Германия. Там футболистите виждат нови методи на работа и играят престижни контроли. Печелят си виза за УЕФА Интертото Къп. През следващите години Дачия прави добри игри, но не успява да наруши хегемонията на Шериф Тираспол. През сезон 2010 – 2011 в евротурнирите отстраняват черногорския Зета в 1-вия квалификационен кръг. След това се изправят срещу шведския Калмар. В гостуването завършват 0 – 0, а жребия отрежда за евентуален противник в 3-тия квалификационен кръг българския Левски (София). В домакинството обаче допускат загуба от шведите и отпадат. Все пак през сезон 2010 – 2011 Дачия става шампион на Молдова.

## Успехи
- Шампион на Молдова (1): 2011
- Суперкупа на Молдова (1): 2011

## Български футболисти
- Димитър Белчев: 2006/08 (17 мача - 0 гола)
- Георги Сърмов: 2016/17 (24 мача - 7 гола)
- Исмаил Иса: 2016/17 (16 мача - 4 гола)
- Георги Каранейчев: 2016/17 (11 мача - 2 гола)

## Европейски участия
| Сезон   | Турнир               | Кръг     |            | Противник   | Домакинство | Гостуване | Общ резултат |
| ------- | -------------------- | -------- | ---------- | ----------- | ----------- | --------- | ------------ |
| 2005/06 | Купа на УЕФА         | 1-ви кв. | Лихтенщайн | Вадуц       | 0:2         | 1:0       | 1:2          |
| 2008/09 | Купа на УЕФА         | 1-ви кв. |            | Борац Чачак | 1:1         | 1:3       | 2:4          |
| 2009/10 | УЕФА Лига Европа     | 2-ри кв. |            | Жилина      | 0:2         | 1:0       | 1:2          |
| 2010/11 | УЕФА Лига Европа     | 1-ви кв. |            | Зета        | 0:0         | 1:1       | 1:1          |
| 2010/11 | УЕФА Лига Европа     | 2-ри кв. |            | Калмар      | 0:2         | 0:0       | 0:2          |
| 2011/12 | УЕФА Шампионска лига | 2-ри кв. |            | Зестапони   | 2:0         | 0:3       | 2:3          |
| 2012/13 | УЕФА Лига Европа     | 1-ви кв. |            | Целе        | 1:0         | 1:0       | 2:0          |
| 2012/13 | УЕФА Лига Европа     | 2-ри кв. |            | Елфсбори    | 1:0         | 0:2       | 1:2          |